# Polypyrrol

Polypyrrol

Dopovaná forma polypyrrolu anionty p-toluensulfonátovými vykazuje lepší elektrickou vodivost, než polypyrrol v základním stavu. Na průměrně každé 4 jednotky připadá jeden kladný náboj - vodivá díra - daná absencí elektronu. Kladný náboj makromolekuly je kompenzován záporně nabitými ionty dopantu.

Polypyrrol je heterocyklická polymerní sloučenina, tvořená pyrrolovými cykly spojenými navzájem v α-polohách. Spadá mezi vodivé polymery (spolu s polyacetylenem či polyanilinem). Počet mérů ve struktuře polypyrrolu je poměrně malý (viz například polyethylen). Struktura obsahuje pouze zhruba 40–60 jednotek.

## Elektrické vlastnosti
Elektrická vodivost polypyrrolu je primárně dána způsobem uspořádání chemických vazeb (hybridizace sp2). Jeho makromolekula obsahuje konjugovaný systém dvojných vazeb. Ten se vyznačuje rezonanční strukturou. Díky této vlastnosti dochází k delokalizaci elektronů v rámci prokonjugovaného systému, což v důsledku umožňuje jejich relativně snadný pohyb. K podobnému efektu dochází i u jiných aromatických sloučenin (benzen). Stejně jako u benzenu, tak i zde nelze přesně říci, která vazba je jednoduchá a která dvojná (díky zmíněné rezonanci). Všechny vazby jsou si rovnocenné, řádu 1,5. Delokalizovaný elektronový systém umožňuje po přiložení vnějšího elektrického napětí přenos elektrického náboje (a tedy vedení elektrického proudu). Sekundárně lze elektrickou vodivost ovlivňovat tzv. dopováním. Dopantem je zde látka iontového charakteru, která interaguje s molekulou polypyrrolu a způsobuje změny v elektronových hustotách. Tyto změny mohou buď pozitivně, nebo negativně ovlivňovat elektrickou vodivost. Vhodnými dopanty jsou objemné anionty organických kyselin.
Z pohledu kvantové fyziky při dopování vznikají v tzv. zakázaném pásu elektronové struktury nové lokalizované stavy (hladiny), které snižují přeskokovou energii elektronu z valenčního do vodivostního pásu. Elektron se pak může dostat z valenčního do vodivostního pásu s vložením nižší energie, s využití těchto nových hladin. Kvantový princip elektrické vodivosti je z hlediska pásové struktury jistou analogii dopování anorganických polovodičů.

## Mechanismus vzniku polypyrrolu
Polypyrrol vzniká radikálovou oxidační polymerací z monomeru pyrrolu. V první fázi dochází k odtržení elektronu z pyrrolového cyklu vlivem oxidačního prostředí (např. účinkem Fe3+ či jiných oxidovadel). K odštěpení dochází zpravidla v poloze α. Tímto vzniká přechodný intermediát kationické povahy. V další fázi dochází k reakci s jiným pyrrolovým kationtem (či radikálem) a následné eliminaci vodíkových protonů, přičemž dochází ke vzniku kovalentní vazby. Stejný mechanismus, který vedl ke vzniku výše popsaného dimeru vede ke vzniku vyšších oligomerních struktur.

## Příprava polypyrrolu
V laboratorních podmínkách je polypyrrol zpravidla připravován oxidací pyrrolu chemickou cestou nebo elektrolyticky. V případě chemické polymerace je pyrrol rozpuštěný ve vhodném rozpouštědle oxidován oxidačním činidlem. V tomto ohledu je vhodný chlorid železitý, nebo peroxosíran amonný. Elektrolytická příprava polypyrrolu spočívá v oxidaci roztoku pyrrolu průchodem elektrického proudu. Polypyrrol připravený elektrolyticky mívá zpravidla vyšší elektrickou vodivost danou vyšší uspořádaností makromolekul a menším počtem strukturálních defektů. Tato metoda je však technicky složitější na provedení a vybavení.

## Vlastnosti a použití
Čistý polypyrrol je černý prášek, svým vzhledem velmi podobný sazím. Je prakticky nerozpustný organických rozpouštědlech. Nelze tedy připravit jeho polymerní roztok. Polypyrrol, zvláště pak jeho dopované formy, jsou slibným kandidátem v oboru tzv. polymerní elektroniky. Pokusně již byly vytvořeny elektrické baterie, senzory a aktuátory na bázi polypyrrolu. V dopovaném stavu vyniká dobrými elektrickými vlastnostmi (elektrická vodivost 102 - 10−5 S/cm závislá na způsobu přípravy, dopování a aktuálním okolním prostředí). S výhodou lze provádět jeho syntézu - polymeraci za přítomnosti substrátu a lze jím tak modifikovat původně nevodivý povrch rozličných materiálů. Kromě svých elektrických vlastností vykazuje dobrou biokompatibilitu, tudíž je vhodným kandidátem i v oblasti např. tkáňového inženýrství, bioniky, či diagnostiky.